# Euchomenella pallida
Euchomenella pallida es una especie de mantis de la familia Mantidae.

## Distribución geográfica
Se encuentra en Vietnam.